# Конопленко-Запорожець Павло

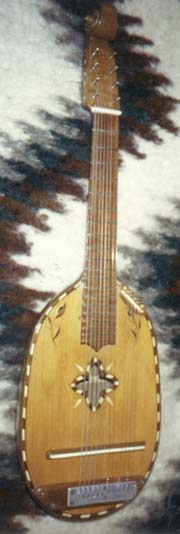
Ладкова кобза П. Конопленка-Запорожця — Канада

Конопленко-Запорожець Павло  (07 (19) грудня 1890 , м. Єлисавеград, Херсонська губернія — 24 червня 1982, м. Вінніпег, Канада) — український письменник, кобзар, військовий діяч. Відомий також під прізвищами Коноплянко, Конопенко, Коноплянка.

## Життєпис
Народився 7 (за новим стилем 19) грудня 1890 року у м. Єлисаветград Херсонської губернії.
Його батьки селянин посаду Нова Прага Степан Павлович Коноплянка та його дружина Єфросинія Олексіївна, обидва православні.
У 1902 отримав 150-річну кобзу від Данила Богдановича Потапенка і навчився грати на ній.
Навчався на юридичному факультеті Київського університету, грав на різних музичних інструментах і отримав золоту медаль на музичному фестивалі.
Служив у царській армії, брав участь у визвольній боротьбі. Начальник штабу загону отамана  Якова Гальчевського (Орла) під псевдонімом Помста-Лютий. Після поразки перебував у таборі для інтернованих (Каліш). Емігрував після Другої світової війни до Канади, мешкав у Саскачевані, потім переїхав до Вінніпега, виступав і пропагував кобзарське мистецтво. У 1980 р. був нагороджений Шевченківською медаллю від Конґресу Українців Канади..
Помер 24 червня 1982 р.

## Ладкова акомпануюча кобза П. Конопленка-Запорожця
Стрій акомпануючої кобзи П. Конопленка-Запорожця був наступним. Вісім струн на грифі — B1, D2, G2, B2, D3, G3, B3, D4 — і 4 приструнків — C4, Eb4-E4, G4, C4 Зазначається також, що приструнки використовуються «у вийняткових композиціях акомпаньяментом, а також і при закінченні твору».

## Творчість

### Книги
- Конопленко П. Кобза – найстаріший інструмент українського народу. – Одеса, 1911.
- Конопленко-Запорожець П. Кобза і бандура / П. Конопленко-Запорожець. — Вінніпеґ, Канада. — 1963. — 167с.
- Конопленко-Запорожець П. Кобзар Павло Конопленко-Запорожець у 60-ліття тріюмфу кобзи – Вінніпеґ, 1970.

### Авдіозаписи
- Konoplenko-Zaporozez, P. The Kobza: Songs and Tunes played on the Kobza and sung in Ukrainian Folkway Records, 1961, New York, USA [Архівовано 2 квітня 2015 у Wayback Machine.]